# Иваницкий, Алексей Михайлович (физиолог)
Алексе́й Миха́йлович Ивани́цкий (2 июня 1928 — 4 июля 2023) — советский и российский физиолог, доктор медицинских наук, профессор, член-корреспондент Российской академии наук.

## Биография
Родился в 1928 году в Москве. 
Работал руководителем лаборатории высшей нервной деятельности человека Института высшей нервной деятельности и нейрофизиологии РАН, председателем секции «Социальные проблемы экологии и медицины» Экспертного совета по комплексному изучению человека, психологии, педагогике Российского гуманитарного научного фонда.
Был членом редколлегии Международного журнала по психофизиологии, членом редколлегий двух журналов РАН — «Журнала высшей нервной деятельности им. И. П. Павлова» и «Успехи физиологических наук», сопредседателем Международного исследовательского центра нейробиологии сознания «Светлое пятно».
Опубликовал около 330 научных публикаций, включая три монографии. Под руководством и при консультации А. М. Иваницкого защищены 15 кандидатских и три докторские диссертации.
Скончался 4 июля 2023 года.

## Память
Похоронен в Москве на Ваганьковском кладбище (участок 37).

## Семья
Жена — Людмила Петровна Иваницкая (1928—2019), микробиолог.

## Награды и звания
- 1971 — Почётная грамота Президиума Верховного совета РСФСР.
- 1988 — Почётная медаль имени И. П. Павлова Всесоюзного физиологического общества.
- 1996 — Золотая медаль имени И. П. Павлова Российской академии наук «За выдающиеся научные работы в области физиологии».
- 1999 — Заслуженный деятель науки РФ.
- 2007 — Золотая медаль имени В. М. Бехтерева Российской академии наук «За цикл работ по физиологическим основам восприятия, мышления, внимания и сознания человека».

## Основные работы
- Иваницкий А. М., Корсаков И. А., Стрелец В. Б. Информационные процессы мозга и психическая деятельность. — М.: Наука, 1984. — 200 с.